# Bacurio l'Iberico
Bacurio l'Iberico (greco: Bacurios Hiberios; georgiano: Bakur Iberieli; ... – 394) è stato un generale e filosofo romano di origine georgiana.

## Biografia
Esponente della famiglia reale dell'Iberia caucasica, fu probabilmente costretto all'esilio dopo la pace del 363 fra Gioviano e Sapore II. Fece carriera nell'esercito romano combattendo contro i Goti come tribunus sagittariorum nella battaglia di Adrianopoli nel 378. In seguito divenne Comes domesticorum sotto Teodosio I.  Secondo Socrate Scolastico fu anche Dux Palaestinae e, nella campagna contro Magno Massimo, Magister militum.  Nel 394 era Magister militum (probabilmente per Thracias) di Teodosio I al comando di contingenti di goti che fronteggiarono le truppe dell'usurpatore Flavio Eugenio nella battaglia del Frigido, dove, secondo Zosimo, perse la vita combattendo con coraggio.
Bacurio è la fonte principale di Tirannio Rufino per quel che riguarda la conversione al cristianesimo dell'Iberia caucasica, ma è considerato un pagano da Libanio, di cui si è conservata una lettera indirizzata a Bacurio.